# جنگ قنادی
جنگ قنادی ( اسپانیایی: Guerra de los pasteles‎  </link> ; فرانسوی: Guerre des Pâtisseries‎  </link> ) که به اولین مداخله فرانسه در مکزیک و همچنین با نام اولین جنگ فرانسه و مکزیک (۱۸۳۸–۱۸۳۹) نیز شناخته می شود، در نوامبر ۱۸۳۸ با محاصره دریایی برخی از بنادر مکزیک و تسخیر قلعه سان خوآن دو اولوا در بندر ورکراوس توسط نیروهای فرانسوی فرستاده شده توسط پادشاه لوئی فیلیپ اول آغاز گردید. و سرانجام این جنگ با میانجیگری صلح پادشاهی متحد بریتانیای کبیر و ایرلند در مارس ۱۸۳۹ پایان یافت. مداخله فرانسوی‌ها به دنبال بسیاری از ادعاهای اتباع فرانسوی مبنی بر خسارات ناشی از ناآرامی در مکزیک صورت گرفت. این جنگ اولین حمله از دو تهاجم فرانسه به مکزیک بود. مداخله دوم و بزرگتر فرانسه در مکزیک در دهه ۱۸۶۰ انجام شد. 

## زمینه
با رقابت جناح‌های مختلف برای سیطره بر مکزیک در سالهای اولیه جمهوری تازه‌تاسیس مکزیک، بی نظمی مدنی گسترده ای به وجود آمده‌بود. این ناآرامی‌های مدنی اغلب منجر به تخریب یا غارت اموال خصوصی می شد. شهروندان عادی گزینه های بسیار معدودی برای مطالبه غرامت داشتند، زیرا هیچ نماینده ای برای صحبت از طرف آنها وجود نداشت. خارجی هایی که دارایی آنها توسط آشوبگران یا راهزنان آسیب دیده یا ویران شده بود معمولاً نمی توانستند از دولت مکزیک غرامت دریافت کنند و شروع به درخواست کمک و غرامت از دولت های خود کردند.
روابط تجاری بین فرانسه و مکزیک قبل از به رسمیت شناختن استقلال مکزیک توسط اسپانیا در سال ۱۸۳۰ وجود داشت. پس از برقراری روابط دیپلماتیک بین فرانسه و مکزیک، فرانسه به سرعت به سومین شریک تجاری بزرگ مکزیک تبدیل شد. با این حال، کالاهای فرانسوی مشمول مالیات بالاتری بودند، زیرا فرانسه نتوانسته بود توافقات تجاری مشابه آنچه توسط ایالات متحده و بریتانیا، دو شریک تجاری بزرگ مکزیک، ایجاد شده بود، تضمین کند. 

## گاهشمار حوادث

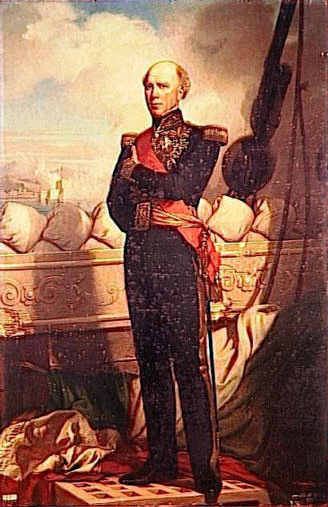
شارل بودن دریاسالار فرانسه.

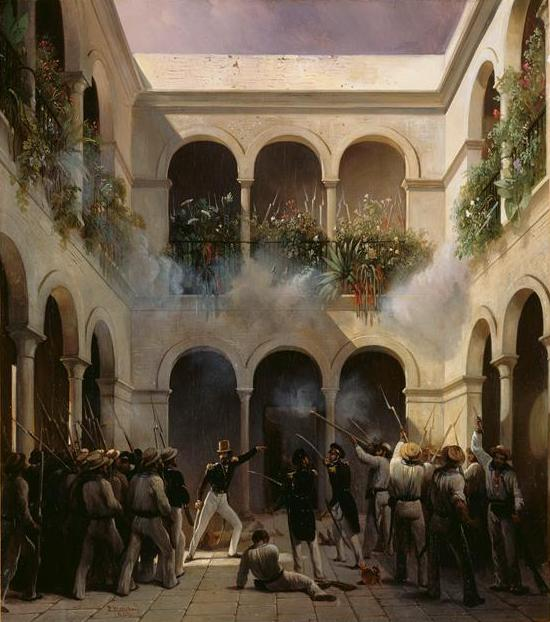
نیروهای فرانسوی تحت فرمان شاهزاده دو جونویل به اقامتگاه ژنرال آریستا در وراکروز، حمله کردند، ۱۸۳۸. نقاشی فاراموند بلانچارد.

در شکایتی به پادشاه لوئی فیلیپ، یک شیرینی‌پز فرانسوی که فقط به نام مسیو رمونتل شناخته می‌شود، ادعا کرد که در سال ۱۸۳۲ افسران مکزیکی مغازه او را در تاکوبایا (در آن زمان شهری در حومه مکزیکو سیتی) غارت کردند. با این حال، منابع مکزیکی ادعا می کنند که افسران دولت سانتا آنا به سادگی از پرداخت صورتحساب خودداری کردند. ریمونتل ۶۰۰۰۰ پزو به عنوان جبران خسارت درخواست کرد در حالیکه قیمت مغازه او کمتر از ۱۰۰۰ پزو بود.    
با توجه به شکایت ریمونتل (که نام خود را به درگیری متعاقب داد) و سایر شکایات اتباع فرانسوی (از جمله غارت مغازه های فرانسوی در بازار پریان در سال ۱۸۲۸ و اعدام یک شهروند فرانسوی متهم به دزدی دریایی در سال ۱۸۳۷)، در سال ۱۸۳۸، نخست‌وزیر لوئی-ماتیو موله از مکزیک خواستار پرداخت ۶۰۰۰۰۰ پزو (معادل ۳ میلیون فرانک ) غرامت شد،   مبلغ هنگفتی برای آن زمان، زمانی که دستمزد معمولی روزانه در مکزیکوسیتی حدود یک پزو بود.
هنگامی که رئیس جمهور آناستازیو بوستامانته هیچ پولی پرداخت نکرد، پادشاه فرانسه به ناوگانی به فرماندهی دریاسالار چارلز بودین دستور داد تا تمام بنادر مکزیک در خلیج مکزیک از یوکاتان تا ریو گرانده را محاصره کنند و قلعه مکزیکی سن خوان دولا را بمباران کنند و برای تصرف شهر وراکروس، که مهم ترین بندر در ساحل خلیج مکزیک در آن زمان بود اقدام کند. نیروهای فرانسوی تا دسامبر ۱۸۳۸ وراکروس را تصرف کردند و مکزیک به فرانسه اعلام جنگ کرد.
با قطع تجارت، مکزیکی ها واردات قاچاق را در مکزیک از طریق کورپس کریستی (در آن زمان بخشی از جمهوری تگزاس) آغاز کردند. از ترس اینکه فرانسه بنادر جمهوری را نیز محاصره کند، یک گردان از نیروهای تگزاسی شروع به گشت زنی در خلیج کورپوس کریستی کردند تا قاچاقچیان مکزیکی را متوقف کنند. یکی از قاچاقچیان محموله حدود صد بشکه آرد خود را در ساحل در دهانه خلیج رها کردند و به این ترتیب نام فلور بلوف را دادند. ایالات متحده به زودی کشتی وودبری را برای کمک به فرانسوی ها در محاصره آنها فرستاد. 
در همین حال، آنتونیو لوپز د سانتا آنا، که به رهبری نظامی خود معروف است، بدون اختیار صریح دولتی، از دوران بازنشستگی خود به نام "مانگا د کلاوو" در نزدیکی زالاپا بیرون آمد و دفاع وراکروز را بررسی کرد. او خدمات خود را به دولت ارائه کرد که به او دستور داد به هر وسیله ای که لازم بود با فرانسوی ها بجنگد. او نیروهای مکزیکی را علیه فرانسوی ها رهبری کرد و در نبرد وراکروز (۱۸۳۸) جنگید. در درگیری با گارد عقب فرانسوی ها، سانتا آنا بر اثر شات انگور فرانسوی از ناحیه پا مجروح شد. پایش را قطع کردند و با افتخارات کامل نظامی به خاک سپردند.  سانتا آنا با سوء استفاده از زخم هایش با تبلیغات شیوا، به قدرت بازگشت.

## برقراری صلح
نیروهای فرانسوی در ۹ مارس ۱۸۳۹ پس از امضای معاهده صلح عقب نشینی کردند. به عنوان بخشی از این معاهده، دولت مکزیک موافقت کرد که ۶۰۰۰۰۰ پزو به عنوان خسارت به شهروندان فرانسوی بپردازد در حالی که فرانسه به جای غرامت جنگی تعهدات تجاری آینده را دریافت کرد. با این حال، این مبلغ هرگز پرداخت نشد و بعداً به عنوان یکی از توجیهات برای دومین مداخله فرانسه در مکزیک در سال ۱۸۶۱ استفاده شد.  

## مراجع
1. 1 2  "The Mexican Campaign, 1862–1867". Fondation Napoléon.
2. 1 2  Penot, Jacques (1973). "L'expansion commerciale française au Mexique et les causes du conflit franco-mexicain de 1838–1839". Bulletin Hispanique. 75: 169–201. doi:10.3406/hispa.1973.4100.
3. 1 2  "Los Pasteles Más Caros de la Historia", Instituto Nacional de Estudios Históricos de las Revoluciones de México بایگانی‌شده  در اکتبر ۱۸, ۲۰۱۳ توسط Wayback Machine
4. 1 2  "Acuerdo entre México y Francia pone fin a la Guerra de los Pasteles". Plumas Libres. March 9, 2015.
5. ↑  Coerver, Don M. Mexico Today: An Encyclopedia of Contemporary History and Culture. ABC-Clio, p. 135. شابک ‎۹۷۸−۱۵۷−۶۰۷−۱۳۲۸.
6. 1 2  Klein, Christopher. "The Pastry War, 175 Years Ago".
7. ↑  "Santa Anna's Leg", The Orange Leader (Orange, Texas) بایگانی‌شده  در نوامبر ۴, ۲۰۱۳ توسط Wayback Machine

## لینک های خارجی
- پرونده‌های رسانه‌ای مربوط به Pastry War در ویکی‌انبار